# Hong Kong en los Juegos Olímpicos de París 2024
Hong Kong estuvo representado en los Juegos Olímpicos de París 2024 por un total de 36 deportistas, 18 mujeres y 16 hombres, que compitieron en 12 deportes.
Los portadores de la bandera en la ceremonia de apertura fueron el esgrimodor Cheung Ka Long y la nadadora Siobhan Haughey.

## Medallistas
El equipo olímpico hongkonés obtuvo las siguientes medallas:
| Nombre          | Deporte  | Competición          |
| --------------- | -------- | -------------------- |
| Oro             |          |                      |
| Vivian Kong     | Esgrima  | Espada individual F  |
| Cheung Ka-Long  | Esgrima  | Florete individual M |
| Plata           |          |                      |
| —               |          |                      |
| Bronce          |          |                      |
| Siobhan Haughey | Natación | 100 m libre F        |
| Siobhan Haughey | Natación | 200 m libre F        |